# Ридхольц
Ридхольц (нем. Riedholz) — коммуна в Швейцарии, в кантоне Золотурн. 
Входит в состав округа Леберн. Официальный код — 2554.
На 16 апреля 2008 года население составляло 1667 человек. 
1 января 2011 года в состав коммуны Ридхольц вошла бывшая коммуна Нидервиль.